# Serafima Sachanovič
Serafima Andreevna Sachanovič (in russo Серафима Андреевна Саханович?; San Pietroburgo, 9 febbraio 2000) è un'ex pattinatrice artistica su ghiaccio russa.
È la vice campionessa dei Mondiali juniores del 2014 e della Finale del Grand Prix juniores nel 2013 e 2014. Ha inoltre vinto i Campionati russi junior 2014. È stata allenata da Ėteri Tutberidze.

## Risultati
GP: Grand Prix; CS: Challenger Series; JGP: Junior Grand Prix
| Internazionali            | Internazionali | Internazionali | Internazionali | Internazionali | Internazionali | Internazionali | Internazionali | Internazionali | Internazionali |
| Evento                    | 2011–12        | 2012–13        | 2013–14        | 2014–15        | 2015–16        | 2016–17        | 2017–18        | 2018–19        | 2019–20        |
| ------------------------- | -------------- | -------------- | -------------- | -------------- | -------------- | -------------- | -------------- | -------------- | -------------- |
| GP Skate America          |                |                |                |                |                | 7°             | 5°             |                |                |
| GP Skate Canada           |                |                |                |                |                |                |                |                | 8°             |
| CS Alpen Trophy           |                |                |                |                |                |                |                | 2°             |                |
| CS Finlandia Trophy       |                |                |                |                |                | 8°             |                |                |                |
| CS Ice Challenge          |                |                |                |                | 4°             |                |                |                |                |
| CS Ice Star               |                |                |                |                |                |                | 2°             |                |                |
| CS Nebelhorn Trophy       |                |                |                |                |                | 6°             |                |                |                |
| CS Tallinn Trophy         |                |                |                |                |                | 2°             |                | 1°             |                |
| CS Warsaw Cup             |                |                |                |                | 2°             |                | 1°             |                | 4°             |
| Bavarian Open             |                |                |                |                |                |                |                | 5°             |                |
| Denis Ten Memorial        |                |                |                |                |                |                |                |                | 1°             |
| Internazionali: Junior    |                |                |                |                |                |                |                |                |                |
| Evento                    | 2011–12        | 2012–13        | 2013–14        | 2014–15        | 2015-16        | 2016-17        | 2017-18        | 2018-19        | 2019-20        |
| Mondiali junior           |                |                | 2°             | 2°             |                |                |                |                |                |
| JGP Finale                |                |                | 2°             | 2°             |                |                |                |                |                |
| JGP Croazia               |                |                |                |                | R              |                |                |                |                |
| JGP Estonia               |                |                | 1°             |                |                |                |                |                |                |
| JGP Giappone              |                |                |                | 1°             |                |                |                |                |                |
| JGP Slovacchia            |                |                | 4°             |                |                |                |                |                |                |
| JGP Slovenia              |                |                |                | 1°             |                |                |                |                |                |
| JGP Spagna                |                |                |                |                | 7°             |                |                |                |                |
| Volvo Open Cup            |                |                | 1° J.          |                |                |                |                |                |                |
| Nazionali                 |                |                |                |                |                |                |                |                |                |
| Campionati russi          |                | 4°             | 6°             | 5°             | 10°            | 12°            | 9°             |                | 12°            |
| Campionati russi Junior   | 12°            | 2°             | 1°             | 3°             | 17°            |                |                |                |                |
| J. = Junior; R = Ritirata |                |                |                |                |                |                |                |                |                |